# Párcsere (film)
A Párcsere (eredeti cím: Sex and Breakfast) 2007-ben bemutatott amerikai dráma-vígjáték, melyet Miles Brandman írt és (elsőfilmes rendezőként) rendezett. A főbb szerepekben Macaulay Culkin, Eliza Dushku, Alexis Dziena és Kuno Becker látható. 
2007. november 30-án mutatták be az Amerikai Egyesült Államokban.

## Cselekmény
Túlképzett és leterheletlen fiatal párokat terapeutájuk kitéríti a megszokott vágányról: párcserés szex megvalósításának feladatával igyekszik rádöbbenteni őket a sikeres kapcsolat alapjaira: tisztelet, szeretet és kommunikáció. A szex ugyan nem jön össze, de a kapcsolatok újjáélednek: a párok felfedezik, hogy mennyire fontos nekik a másik.
James és Heather elvesztették a szikrát a kapcsolatukban; eltávolodtak egymástól és az intim pillanataikat kényszerítettnek érzik. Heather kitalálta, hogyan oldhatják meg a problémát kettejük között, ám a lány néha túlságosan is a saját érdekeit tartja szem előtt. Problémáit férfimódra, pragmatikusan oldja meg és eltökélt szándéka, hogy működni fog a kapcsolata James-szel, még akkor is, ha ez fennhéjázással vagy megkérdőjelezhető döntések meghozatalával jár. Eközben James nemrég kezdte felfedezni, hogy ő pedig könnyen manipulálható. Nem emlékszik, hogy ez mindig is így volt-e, de ebben a kapcsolatban tenni fog valamit ez ellen, az biztos.
Egy másik pár, Ellis és Renee között az egykor érzett szenvedély szikrája kezdett elhalványulni és attól tartanak, hogy kapcsolatuk végén járnak. Renee átgondolt és őszinte, ám mostanában kissé elszigeteltnek érzi magát és unja is Ellist, aki túlságos rámenőssségel és kirívó macsósággal álcázza érzékenységét és bizonytalanságát. Ellis elsődleges célja annak biztosítása, hogy ő és Renee hűségesek maradjanak egymáshoz a kapcsolatuk viharos szakaszában.

Mindkét pár Dr. Wellbridge-től kér segítséget, aki kísérleti kezelést kínál számukra kapcsolatuk újraindításához. Az orvos utasítására a párok partnercserét hajtanak végre. Ez egyeseket izgalommal tölr el, másokat lebénít. A féltékenység, a zavar és a bizonytalanság által táplált szerencsétlenkedések sorozata után hamarosan rájönnek, hogy az igaz szerelem és a tartós kapcsolatok végül többről szólnak, mint a szex és a reggeli.

## Szereplők
| Szereplő       | Színész          | Magyar hang        |
| -------------- | ---------------- | ------------------ |
| James Fitz     | Macaulay Culkin  | Timon Barna        |
| Heather        | Alexis Dziena    | Lamboni Anna       |
| Ellis          | Kuno Becker      | Baráth István      |
| Renee          | Eliza Dushku     | Czető Zsanett      |
| Betty          | Jaime Ray Newman | Szabó Zselyke      |
| Dr. Wellbridge | Joanna Miles     | Menszátor Magdolna |
| Charlie        | Eric Lively      | Czető Roland       |